# مارتینا هینگیس
مارتینا هینگس (متولد ۳۰ سپتامبر ۱۹۸۰ در کوشیتهٔ چک‌اسلواکی) تنیسوری حرفه‌ای و بازنشسته است که برای ۲۰۹ هفته (درمجموع) در ردهٔ ۱ جهان قرار داشت. او برندهٔ پنج عنوان گرنداسلم انفرادی شد؛ سه عنوان آزاد استرالیا، یک عنوان قهرمانی ویمبلدون، و یک عنوان آزاد آمریکا. او هم‌چنین برندهٰ ۹ عنوان دونفرهٰ گرنداسلم شد که در سال ۱۹۹۸ موفق به کسب هر چهار گرنداسلم در بخش دونفره شد. او سابقهٰ قهرمانی در بخش مختلط گرنداسلم را نیز دارد.

## رکوردها
- این رکوردها در اوپن ارا روی‌دادند:

| گرنداسلم      | سال‌ها     | رکورد         | به همراه                                               |
| آزاد استرالیا | ۱۹۹۷-۲۰۰۲ | ۶ فینال پیاپی | ایون گولانگ کالی                                       |
| آزاد استرالیا | ۱۹۹۷-۲۰۰۲ | ۳ برد پیاپی   | مارگارت کورت، ایون گولانگ کالی، استفی گراف, مونیکی سلس |